# Indalecia Camacho
Indalecia Camacho Lago (Tunja, ca. 1815 - Bogotà, juliol de 1896) va ser una poetessa colombiana.
Va néixer vers 1815 a Tunja, a la regió de Boyacá, filla de José Joaquín Camacho, un dels impulsors de la independència de Colòmbia, i de Marcelina Lago. Executat el seu pare el 1816 per ordre del govern espanyol, eventualment va quedar també òrfena de mare.
És una de les poetesses que van començar a formar-se en les lletres vers 1844, juntament amb altres com Isabel Bunch o Waldina Dávila, i que és esmentada, per exemple, per Soledad Acosta, dintre d'un grup d'escriptores que van escriure amb més o menys èxit les seves obres. Segons Laverde, va ser autora de diversos articles i poesies, és considerada també una de les pioneres que van aparèixer a col·leccions o antologies de l'època com La Guirnalda (1855), on consta la seva poesia A Edda, i que li van merèixer elogis dels seus contemporanis.
Abans de 1869, Camacho va perdre la vista i va quedar en la més absoluta pobresa. Per aquesta raó, el Govern de Colòmbia, per remeiar aquesta situació de misèria i en compensació a l'execució del seu pare, va decretar concedir-li una pensió de 20 pesos anuals. Va morir a Bogotà a començaments de juliol de 1896, als 81 anys.